# سكوية ضخمة
'السَكُوْيَة الضَخمة'  واسمها العلمي Sequoiadendron هو جنس لأشجار دائمة الخضرة ومنه نوعان(واحد موجود والآخر منقرض):
1. السكوية العملاقة Sequoiadendron giganteum شجرة تنمو طبيعياً في سييرا نيفادا (الولايات المتحدة) في كاليفورنيا.
2. Sequoiadendron chaneyi شجرة منقرضة، و(تُعتبر) الشجرة السابقة للسكوية العملاقة ، إزدهرت في الحوض العظيم في فترة الميوسين.[3]